# Villa Franco ai Nani
La villa Franco ai Nani è un edificio, situato sul colle San Bastian di Vicenza tra la Villa Valmarana ai Nani e la Villa Capra detta La Rotonda, costruito nel XIX secolo sul luogo in cui esisteva la chiesa di San Sebastiano, demolita nel 1812.

## Storia
La chiesa di San Sebastiano e l'annesso convento furono acquistati nel 1806 da Antonio Fioccardo, che li fece demolire nel 1812; nel 1828 suo figlio vendette la proprietà a Nazario Valmarana, che fece costruire la villa e la impreziosì con alcuni elementi decorativi interni, quali pitture a tempera, un camino in marmo grigio e piastrelle di Nove con specchiera infissa.
Nel 1945 la villa fu occupata dalle truppe tedesche in ritirata verso la Germania. 
Nel dopoguerra, l'edificio subì molte manomissioni, come l'apertura di ulteriori finestre, i garage al piano terra e un basso edificio a sud, che alterarono la fisionomia. È proprietà della famiglia Franco.

## Descrizione
Un maestoso ingresso, un cancello in ferro battuto con lo stemma dei Valmarana, retto da pilastri bugnati settecenteschi coronati da statue, immette alla villa, immersa in un parco di piante secolari; sul prato vi sono frammenti di sagome quattrocentesche di elegante fattura appartenenti ai demoliti edifici del convento di San Sebastiano, mentre una pietra con inciso il millesimo 1467 è stata collocata sopra la porta della facciata. La corte di fronte alla villa è chiusa a sud da una colombara.
La villa è costituita da un unico corpo a pianta rettangolare lungo e stretto. La facciata, rivolta verso est, è ritmata da sette finestre; al centro una porta architravata immette all'interno. A sud una bassa costruzione addossata alla facciata acceca l'ultima finestra del piano rialzato. Al primo piano le due finestre più esterne e quella corrispondente alla porta hanno un balconcino in ferro battuto; altri balconcini sono anche sui fianchi della costruzione e sul retro, che si affaccia sul parco ed è accessibile anche dall'esterno tramite una scalinata. 
All'interno la villa presenta, nella sala centrale del piano terra, pareti dipinte a tempera di scuola neoclassica, così come i soffitti a volta del primo piano; il salone del piano nobile ha il soffitto a lacunari.
Al primo piano, la stanza a sud, che copre l'intera larghezza dell'edificio, è rivestita da carta da parati, i papiers peints a colori con soggetti panoramici americani - quali il porto di Boston, le cascate del Niagara, una diligenza su rotaie, festose riunioni di personaggi in costume, cavalieri - che provengono da una delle due principali manifatture francesi operanti negli anni trenta dell'Ottocento, la Henry Zubèr.